# Cmentarz Chrystusa Zbawiciela w Oslo
Cmentarz Chrystusa Zbawiciela (norw. Vår Frelsers gravlund) – cmentarz założony w roku 1808 w historycznym śródmieściu Oslo (wtedy Christianii). 

## Historia
Cmentarz Chrystusa Zbawiciela założono w roku 1808 po okresie wielkiego głodu i epidemii cholery z czasów wojen napoleońskich. Jego teren został znacznie powiększony w roku 1911. Najbardziej znaną częścią cmentarza jest kwatera zasłużonych (Æreslunden), zwana „honorowym zagajnikiem”, gdzie pochowano najwybitniejsze osobistości norweskiego świata kultury, nauki i polityki.
W obrębie cmentarza znajduje się dawna kaplica luterańska z 1864; od 2003 jest to prawosławna cerkiew Chrystusa Zbawiciela.

## Groby słynnych Norwegów

### Kwatera zasłużonych
- Bjørnstjerne Bjørnson, pisarz
- Karoline Bjørnson, aktorka
- Bjørn Bjørnson, reżyser
- Olaf Bull, poeta
- Camilla Collett, pisarka

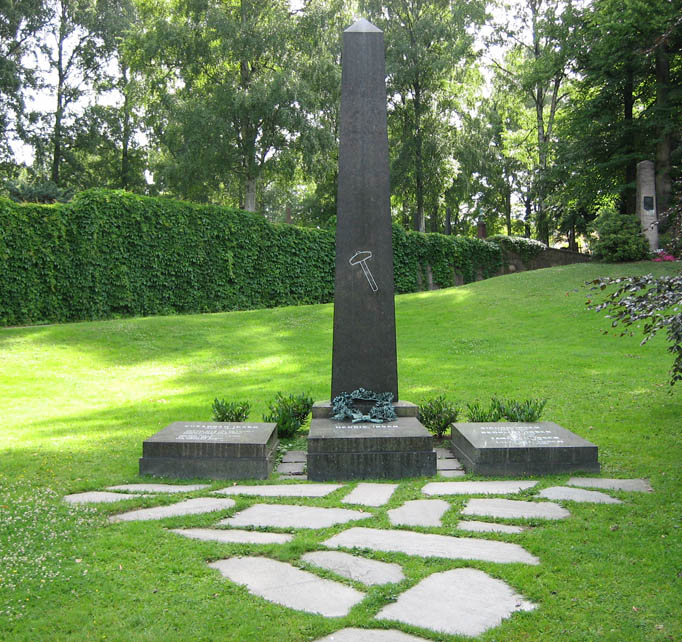
Grób Henrika Ibsena i jego rodziny

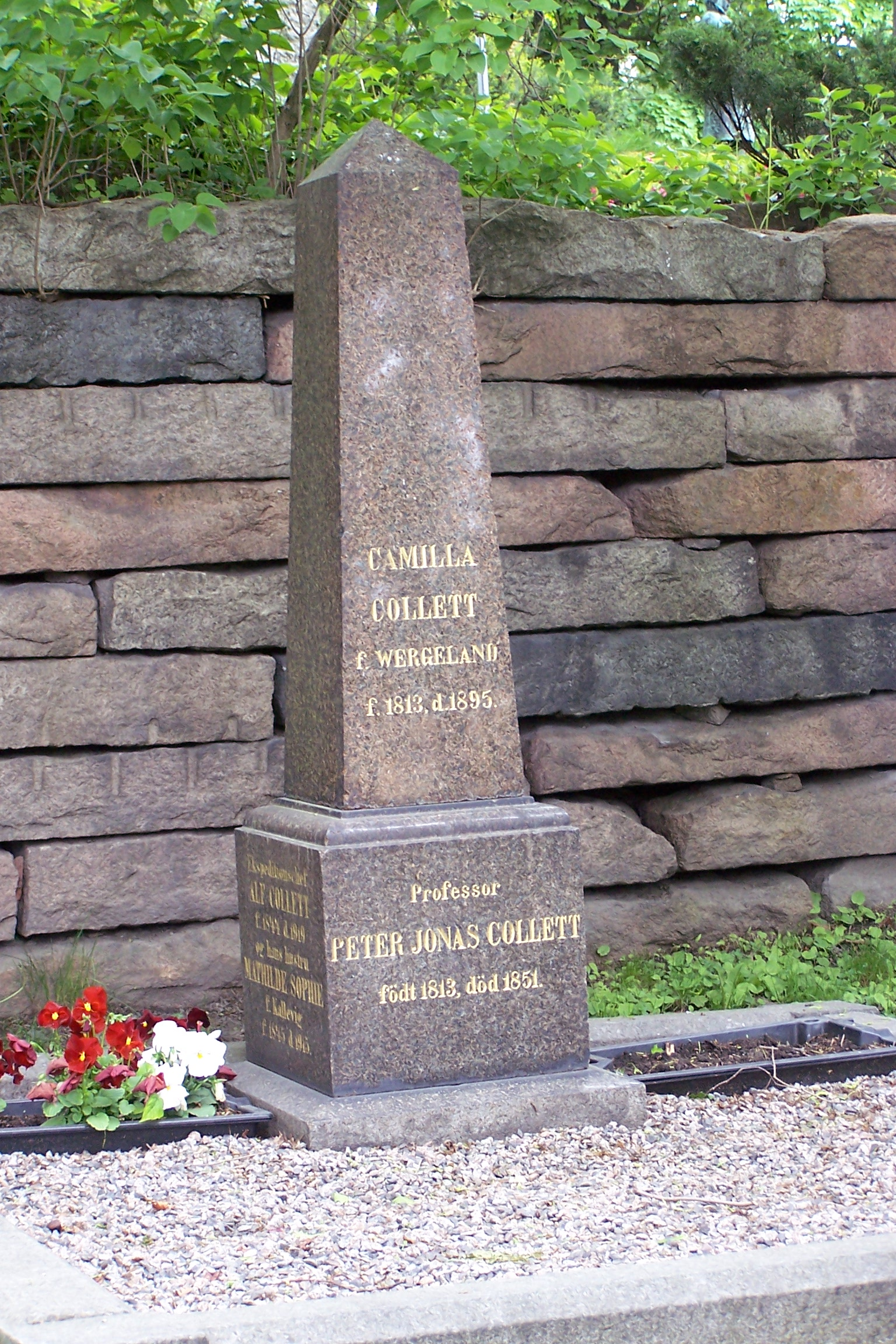
Grób Camilli Collett

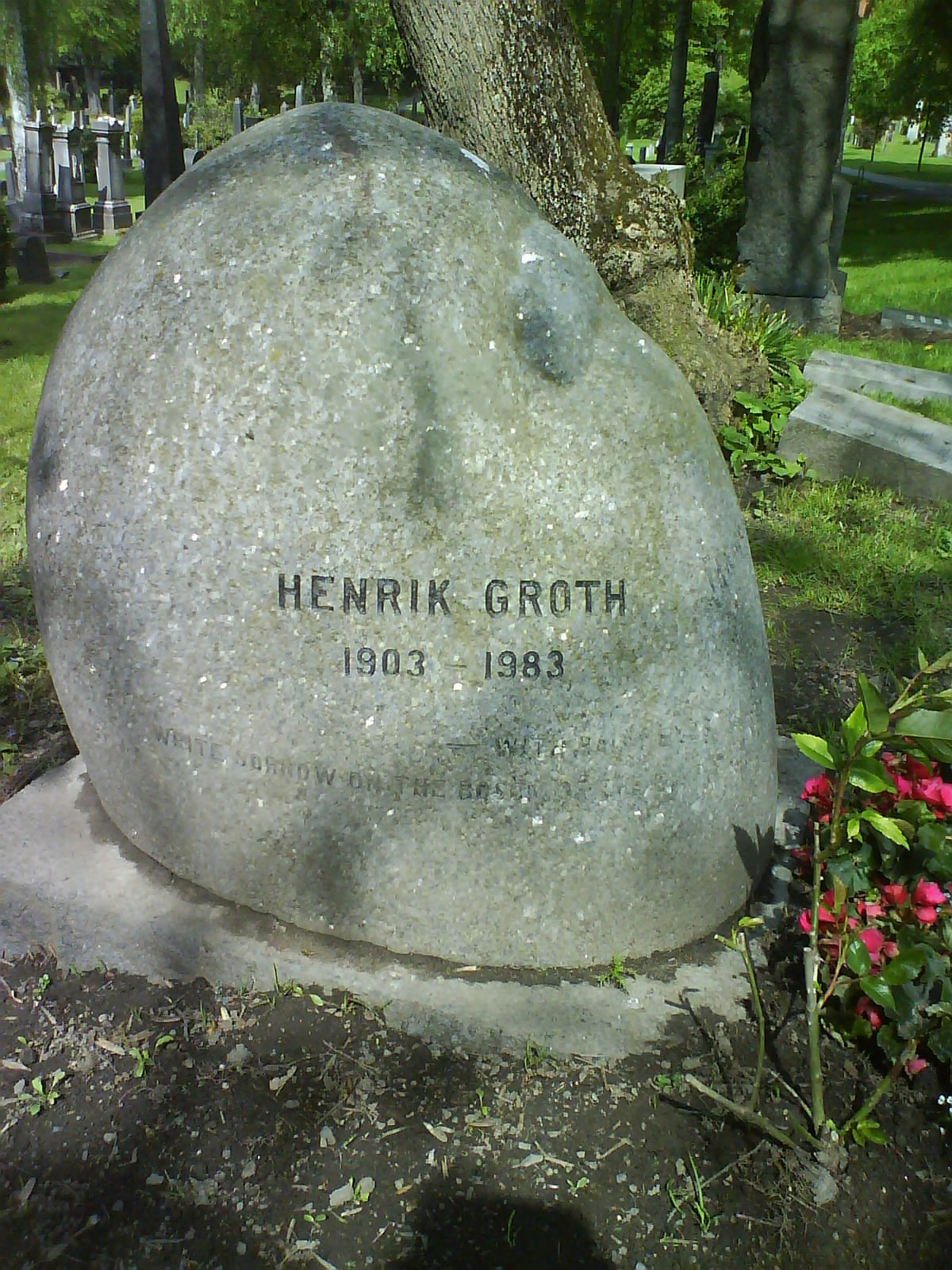
Grób Henrika Grotha

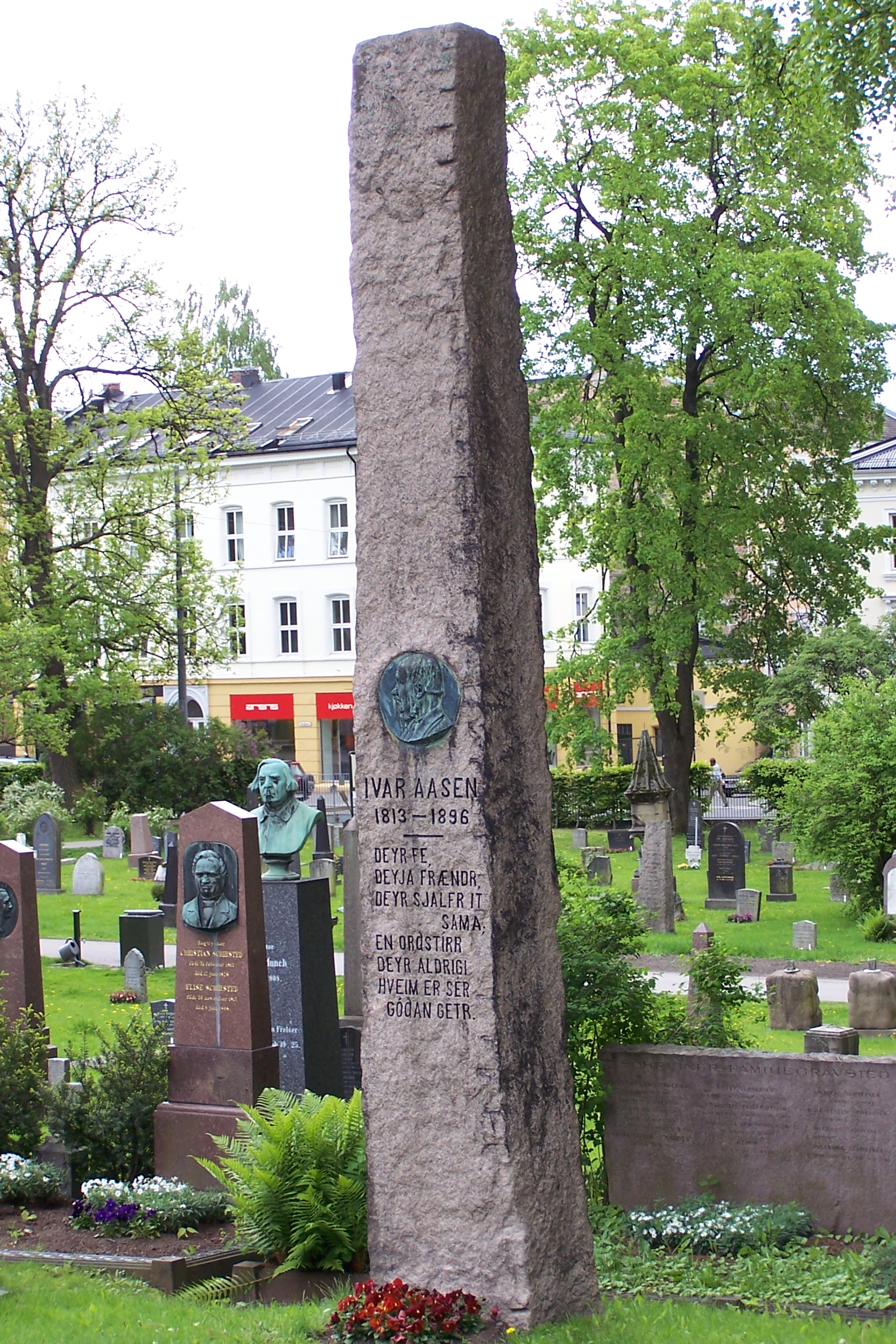
Grób Ivara Aasena

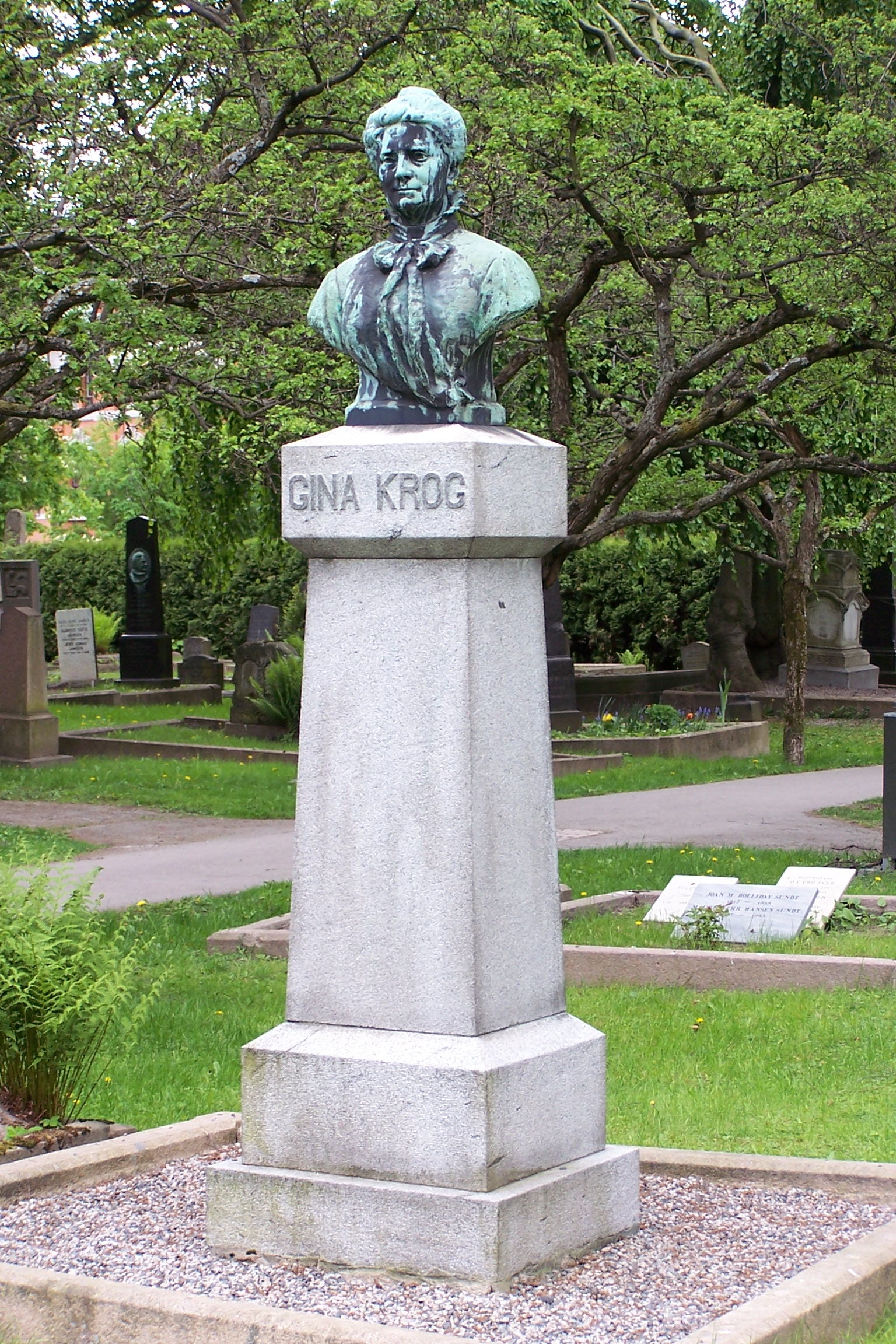
Grób Giny Krog

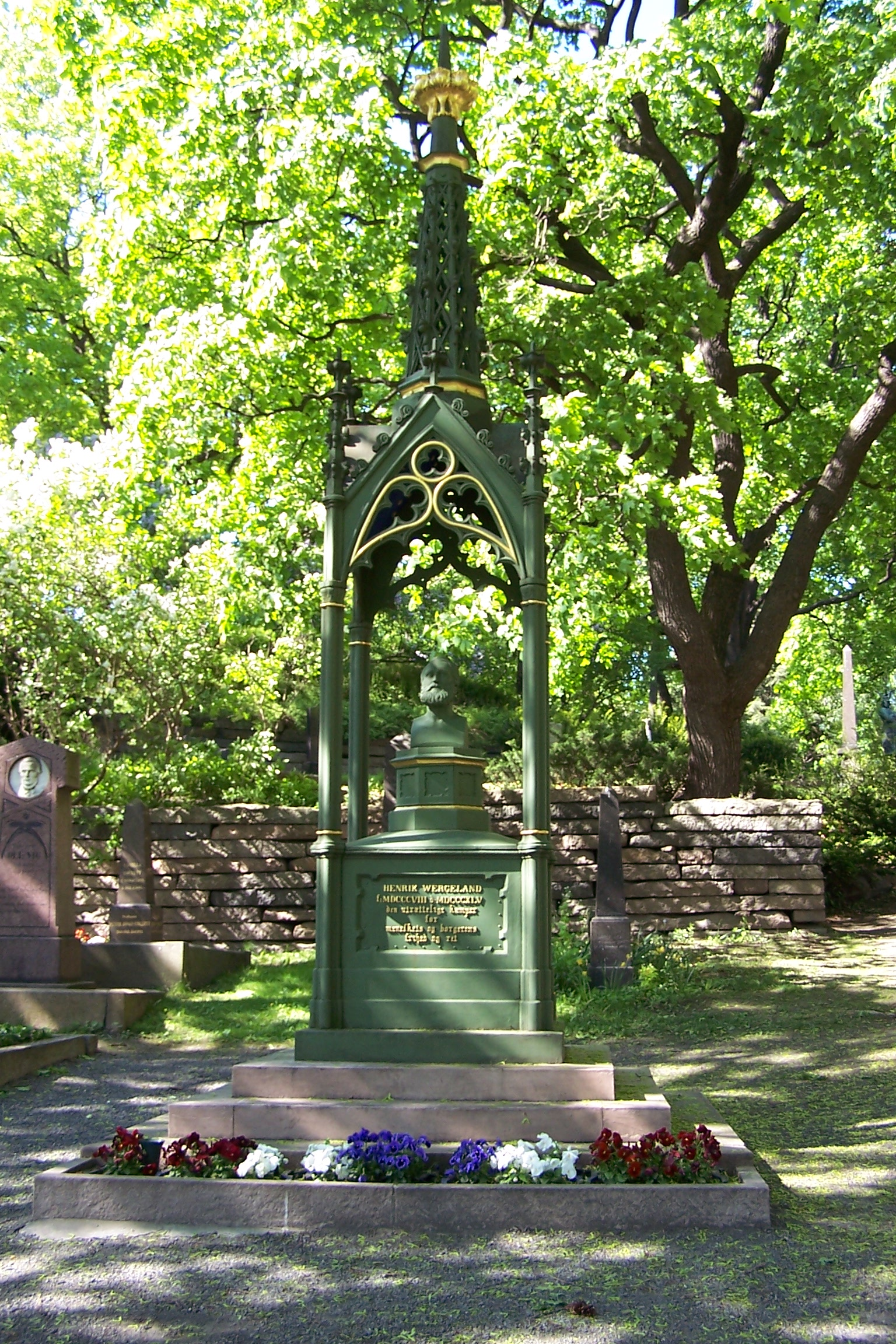
Grób Henrika Wergelanda

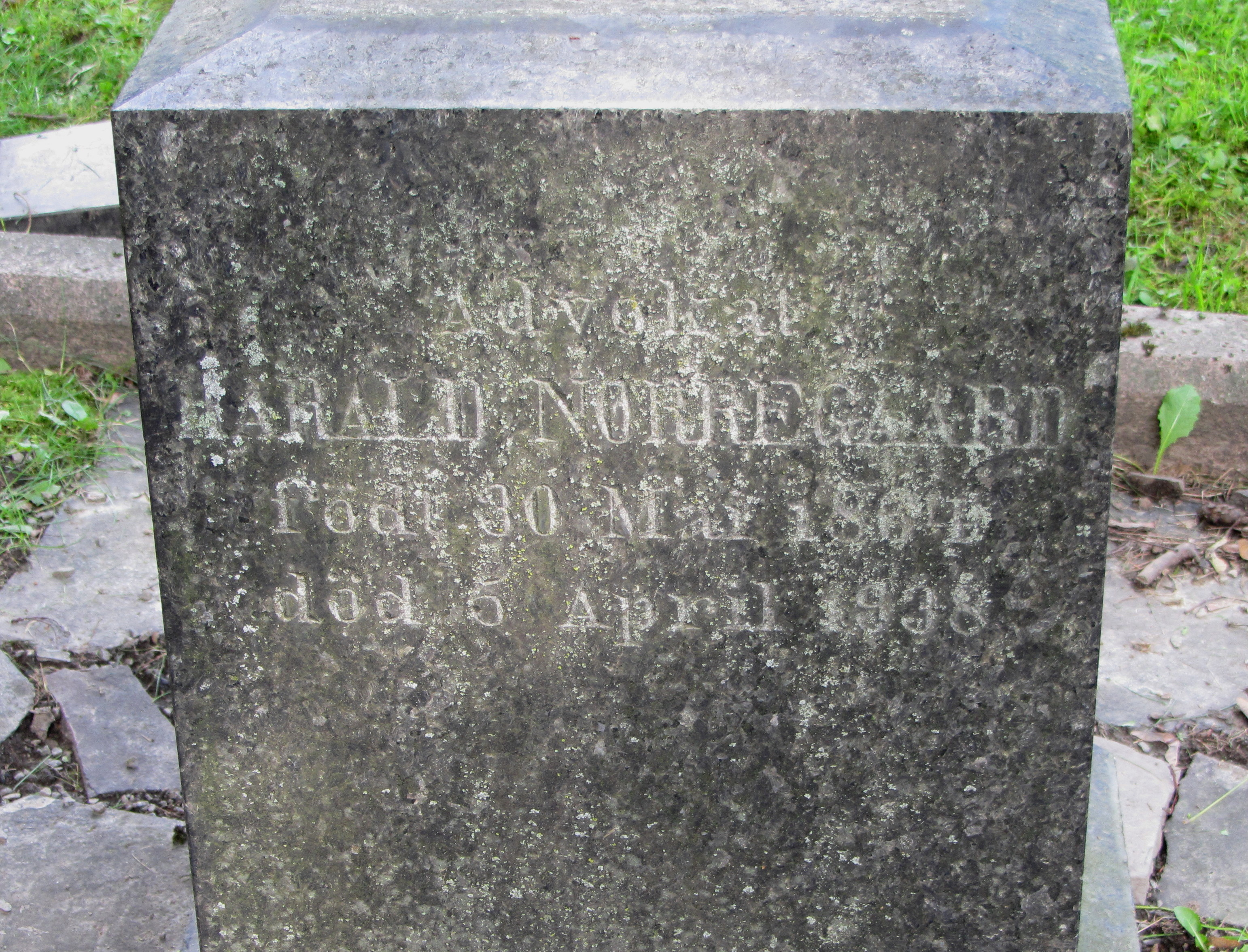
Grób Haralda Nørregaarda

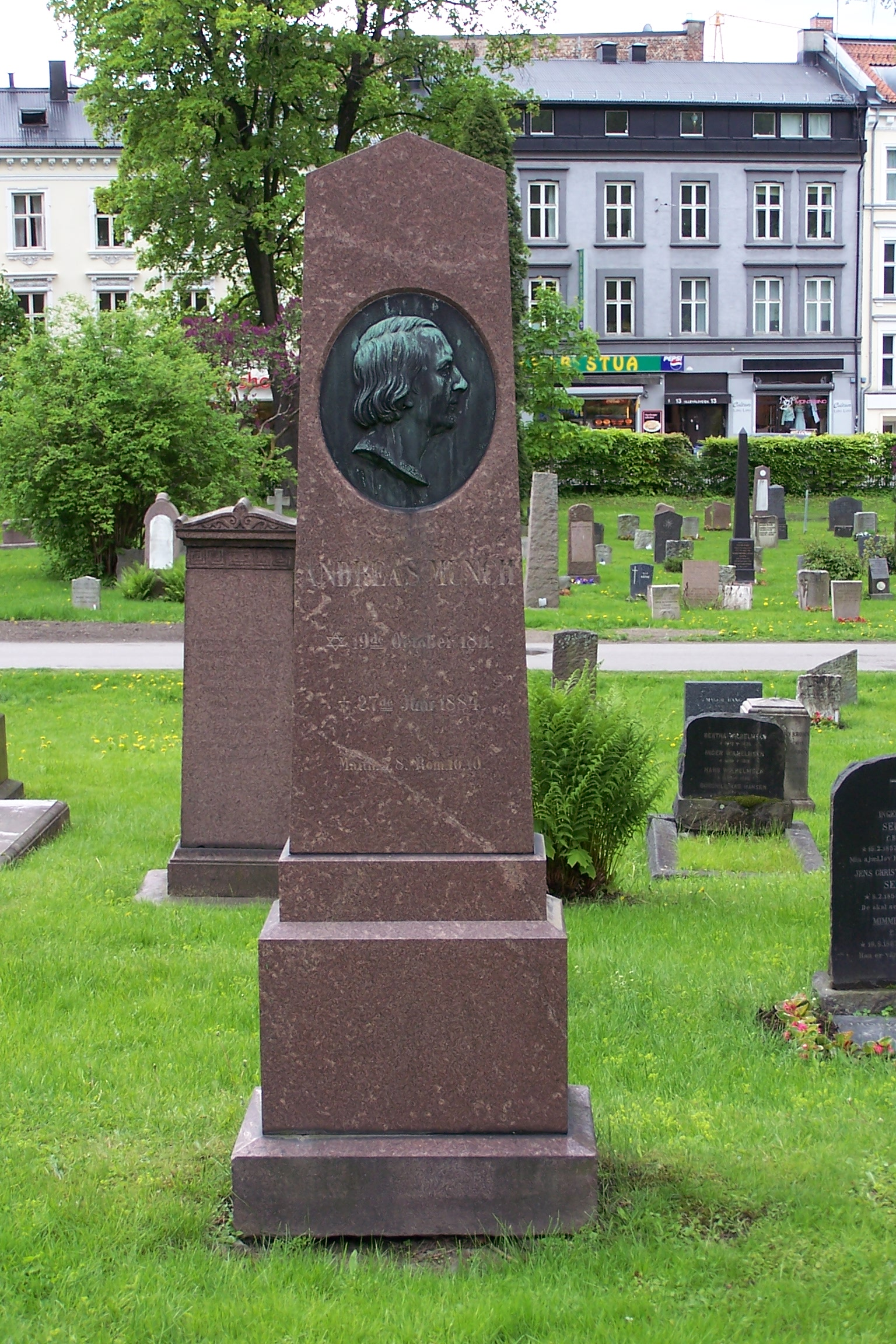
Grób Andreasa Muncha

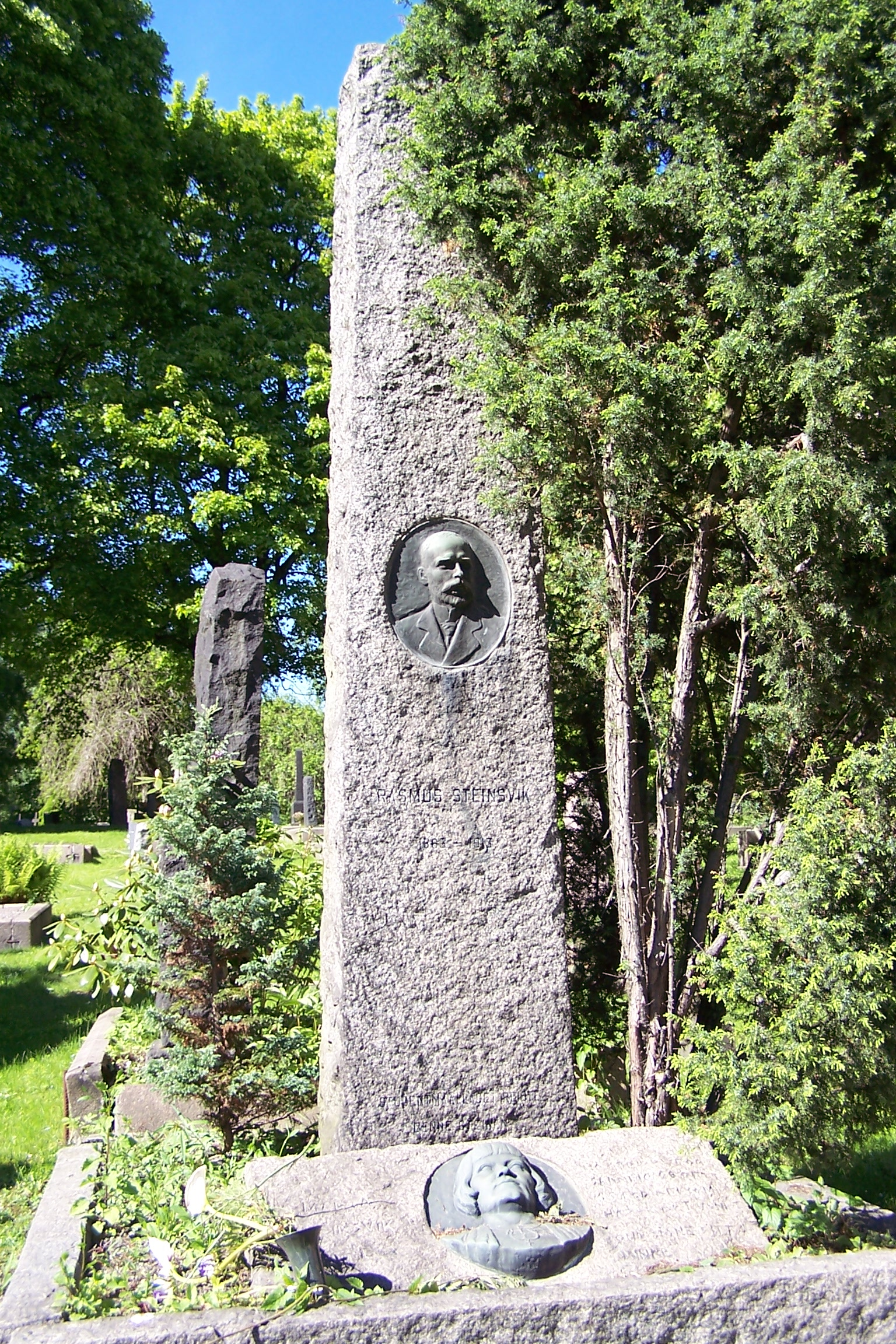
Grób Rasmusa Steinsvika

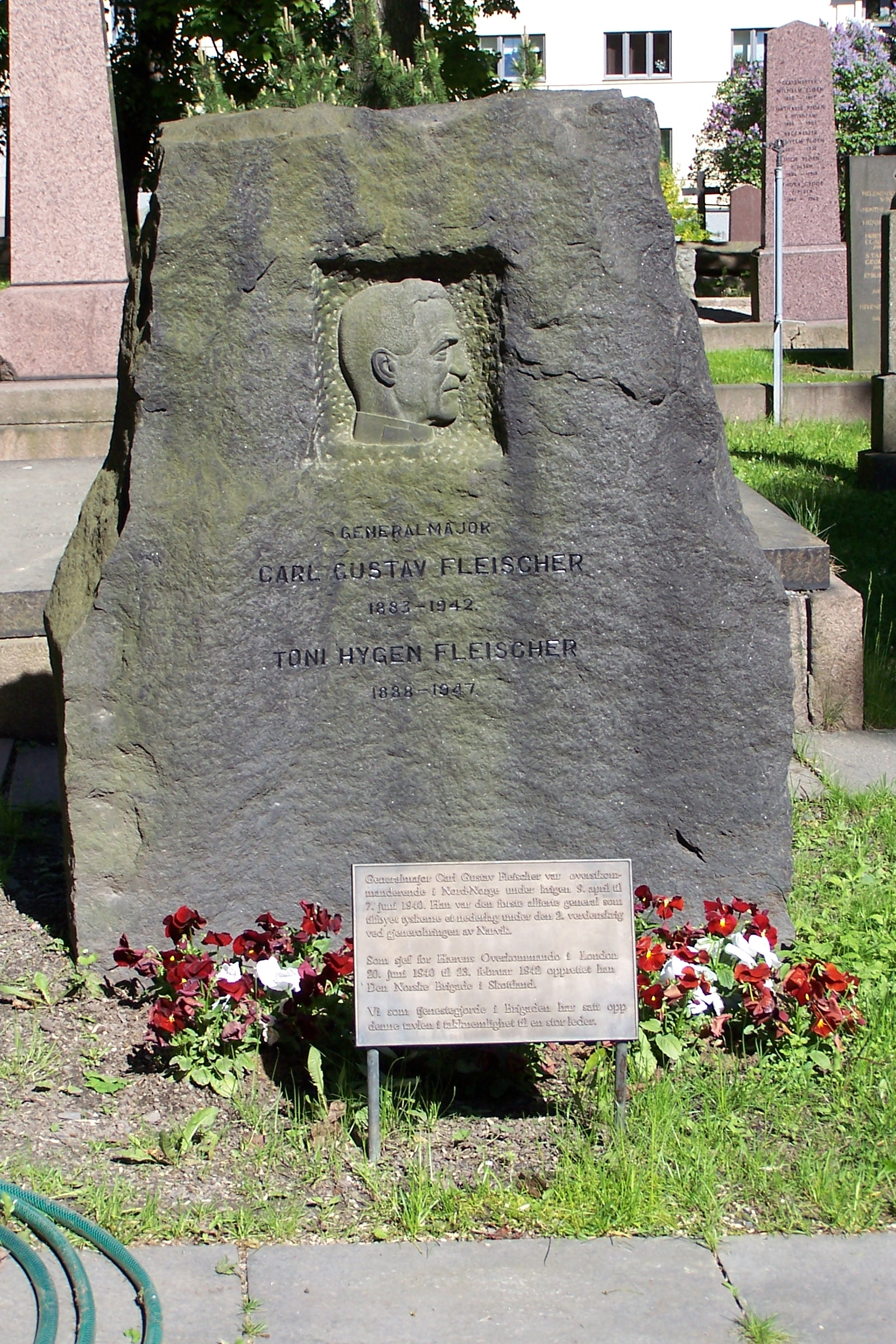
Grób Carla Gustava Fleischera

- Niels Christian Ditleff, dyplomata
- Johanne Dybwad, aktorka
- Klaus Egge, kompozytor
- Thomas Fearnley, malarz
- Hans Gude, malarz
- Johan Halvorsen, kompozytor
- Borghild Hammerich, działaczka filantropijna
- Viggo Hansteen, prawnik
- Kirsten Hansteen, działaczka partii komunistycznej
- Axel Heiberg, przedsiębiorca
- Sigurd Hoel, pisarz
- Iver Holter, kompozytor
- Henrik Ibsen, pisarz
- Sigurd Ibsen, polityk
- Bergliot Ibsen, śpiewaczka
- Tancred Ibsen, reżyser
- Lillebil Ibsen, tancerka
- Ludvig Irgens-Jensen, kompozytor
- Christian Krohg, malarz
- Oda Krohg, malarka
- Thorvald Lammers, śpiewak
- Jørgen Løvland, polityk
- Edvard Munch, malarz
- Rikard Nordraak, kompozytor
- Kaja Norena, śpiewaczka
- Alf Prøysen, pisarz
- Johan Svendsen, kompozytor
- Johan Sverdrup, polityk
- Marcus Thrane, działacz ruchu robotniczego
- Martin Tranmæl, działacz socjalistyczny
- Erik Werenskiold, malarz
- Rolf Wickstrøm, działacz związkowy
- Gisken Wildenvey, pisarka
- Herman Wildenvey, poeta
- Arnulf Øverland, pisarz

### Część zachodnia
- Ole Jacob Broch, polityk
- Waldemar Christopher Brøgger, geolog
- Henrik Groth, wydawca
- Laura Gundersen, aktorka
- Marius Sophus Lie, matematyk
- Thorvald Meyer, przedsiębiorca
- Agnes Mowinckel, aktorka
- Axel Otto Normann, dziennikarz
- Carl Abraham Pihl, inżynier
- Johannes Steen, polityk
- Jan P. Syse, polityk
- Andreas Tofte, polityk
- Oscar Torp, polityk
- Jacob Tostrup, jubiler
- Johan Sebastian Welhaven, pisarz

### Część południowa
- Ivar Aasen, językoznawca
- Christian Birch-Reichenwald, polityk
- Henrik Anker Bjerregaard, pisarz
- Elias Blix, pisarz
- Ragnvald Blix, rysownik
- Matthias Numsen Blytt, botanik
- Jens Bratlie, polityk
- Christian Zetlitz Bretteville, polityk
- Johan Collett, polityk
- Johan Gottfried Conradi, kompozytor
- Christian Adolph Diriks, prawnik
- Martin Richard Flor, botanik
- Christian Henrik Grosch, architekt
- Aasta Hansteen, malarka
- Jonas Anton Hielm, polityk
- Marius Hægstad, językoznawca
- Gisle Johnson, teolog
- Rudolf Keyser, historyk
- Halfdan Kjerulf, kompozytor
- Gina Krog, działaczka ruchów emancypacyjnych
- Per Krohg, malarz
- Frederik Motzfeldt, polityk
- Andreas Munch, pisarz
- Hartvig Nissen, filolog
- Jens Rathke, zoolog
- Marcus Gjøe Rosenkrantz, polityk
- Johan Ernst Sars, historyk
- Georg Ossian Sars, zoolog
- Michael Sars, zoolog
- Amandus Schibsted, wydawca
- Christian Schibsted, wydawca

### Część wschodnia
- Peter Christen Asbjørnsen, folklorysta
- Thomas Ball Barratt, propagator pentekostalizmu
- Vilhelm Bjerknes, meteorolog
- Otto Blehr, polityk
- Randi Blehr, działaczka ruchów emancypacyjnych
- Oskar Braaten, pisarz
- Georg Andreas Bull, architekt
- Henrik Bull, architekt
- Birger Eriksen, oficer
- Carl Gustav Fleischer, oficer
- Christian Friele, wydawca
- Agathe Backer-Grøndahl, kompozytorka
- Ludvig Karsten, malarz
- Ludvig Mathias Lindeman, kompozytor
- Joachim Nielsen, muzyk rockowy
- Ole Olsen, kompozytor
- Hjalmar Riiser-Larsen, pionier lotnictwa
- Anton Martin Schweigaard, polityk
- Christian Homann Schweigaard, polityk
- Christian Selmer, polityk
- Johan Selmer, kompozytor
- Mathias Skeibrok, rzeźbiarz
- Adolf Bredo Stabell, dziennikarz
- Georg Stang, polityk
- Rasmus Steinsvik, dziennikarz
- Ole Vig, poeta
- Wilhelm von Hanno, architekt
- Henrik Wergeland, pisarz

### Część północna
- Harriet Backer, malarka
- Eivind Berggrav, biskup
- Brynjulf Bergslien, rzeźbiarz
- Knud Bergslien, malarz
- Michael Birkeland, polityk
- Kristine Bonnevie, zoolog
- Sophus Bugge, językoznawca
- Francis Bull, literaturoznawca
- Lorentz Dietrichson, historyk sztuki
- Frederik Due, polityk
- Mary Barratt Due, pianistka
- Olaus Fjørtoft, dziennikarz
- Francis Hagerup, polityk
- Henrik Heltberg, pedagog
- Kitty Kielland, malarka
- Thomas Konow, polityk
- Hans Hagerup Krag, inżynier
- Magnus Brostrup Landstad, folklorysta
- Borghild Langaard, śpiewaczka
- Nicolay Nicolaysen, archeolog
- Ragna Nielsen, pedagog
- Erika Nissen, pianistka
- Harald Nørregaard, prawnik
- Bernhard Paus, teolog
- Arnoldus Reimers, aktor
- Johanne Regine Reimers, aktorka
- Sophie Reimers, aktorka
- Anna Rogstad, pedagog
- Evald Rygh, polityk
- Harald Sohlberg, malarz
- Eyolf Soot, malarz
- Emil Stang, polityk
- Frederik Stang, polityk
- Carl Struve, aktor
- Sverre Udnæs, reżyser
- Ingvald Martin Undset, archeolog
- Elisabeth Welhaven, pisarka